# TAI T929 ATAK 2
Le TAI T929 ATAK 2 est un hélicoptère d'attaque lourd biturbine, en cours de développement par Turkish Aerospace Industries. L’hélicoptère est conçu pour les missions d’attaque, de guerre électronique et de reconnaissance dans des environnements par tous les temps, de jour comme de nuit,. Le T929 ATAK 2 intégrera certains sous-systèmes et composants développés dans le cadre des projets d’hélicoptères T-129 et T625 Gökbey,.
Le projet a été officiellement initié en avril 2019, marquant le début de la production du premier prototype à l'été 2022. Les activités d'assemblage final ont été finalisées en février 2023. Le vol inaugural du prototype a eu lieu le vendredi 28 avril 2023 à 15h16, décollant du site de production de TAI à Ankara et s'est conclu après 10 minutes de vol.
Après ce vol inaugural, les essais en vol se poursuivront tout au long de l'année. Le T929 ATAK 2 comportera deux variantes distinctes adaptées aux forces terrestres et navales. La version destinée aux forces navales sera dotée d'une structure, d'un moteur et d'une transmission "navalisés", conçus pour résister aux effets corrosifs de l'environnement marin. De plus, les pales de l'hélicoptère seront pliables, facilitant ainsi le transport et réduisant l'encombrement dans le porte-aeronefs TCG Anadolu. Le PDG de TAI, Temel Kotil (en), a annoncé que trois hélicoptères seront livrés aux forces terrestres turques en 2025, suivis de la production de deux hélicoptères par mois.

## Développement
En novembre 2018, le sous-secrétariat turc aux industries de défense (SSB) a lancé le projet de l’hélicoptère lourd ATAK 2, comparable au Boeing AH-64 Apache, destiné au marché militaire turc et aux marchés d’exportation potentiels. En février 2020, le sous-secrétariat turc aux industries de défense a signé un contrat avec Turkish Aerospace Industries (TAI) pour développer l’hélicoptère. La valeur de ce contrat n’a pas été divulguée.
Turkish Aerospace Industries développe l’hélicoptère T929 ATAK 2 en utilisant l’expérience industrielle acquise dans le cadre du projet conjoint d’hélicoptère d’attaque T-129 ATAK entre TAI et la société italienne Leonardo,.
Il est en cours de développement pour répondre à un besoin d’hélicoptère d’attaque lourd pour l'armée de terre turque et à une exigence de la marine turque. Il devra être utilisable à partir du navire d'assaut amphibie (LHD) TCG Anadolu (L400),.

## Conception
L’hélicoptère T929 est doté de deux sièges en tandem, d’une soute à armes asymétrique, d’une capacité élevée d’emport de munitions, d’une signature infrarouge (IR) faible, d’un cockpit numérique, d’une protection balistique, d’une avionique améliorée, de moyens de guerre électronique et d’une capacité de contre-mesures,.
L’hélicoptère sera équipé d’une tourelle infrarouge frontale (FLIR) montée sur le nez qui comprend une fonction de suivi de cible. L’hélicoptère sera également équipé de systèmes de guerre électronique tels que des capteurs d’alerte de menace de missiles opérant dans les gammes infrarouge et ultraviolet, et d’un système de contre-mesures infrarouges dirigé monté sur la queue (DIRCM) pour brouiller les missiles à recherche de chaleur.
L’hélicoptère de classe lourde peut mener des missions de combat air-sol, de combat air-air, de surveillance et de reconnaissance armée, et des opérations d’appui aérien rapproché (CAS).

## Problème de motorisation
En raison des complications liées à la guerre en Ukraine et en Russie, l'approvisionnement en moteurs ukrainiens pour le T929 ATAK 2 est compromis. Afin de pallier cette situation, Turkish Aerospace Industries travaille en collaboration avec Tusaş Engine Industries pour développer un moteur spécifiquement au T929 ATAK 2. Bien que la turbine TEI TS1400, utilisée dans le TAI T625, ait été produite avec succès par Tusaş Engine Industries, elle se révèle insuffisante pour le T929 ATAK 2 en raison de sa masse importante (10 000 kg masse maximale au décollage). Ainsi, une turbine plus puissante doit être développée, en cas de non disponibilité des moteurs ukrainiens. Le constructeur ukrainien est censé assurer également la fourniture de la boîte de transmission principale, du rotor anti couple, des pales du rotor, ainsi que des systèmes de commandes de vol.,,,

## Caractéristiques clés
Le moteur Klimov TV3-117VMA, introduit en 1986, est une turbine dont la puissance unitaire atteint 2 534 ch, il est utilisé sur divers hélicoptères russes, notamment le Mil Mi-24. Elle bénéficie d'une excellente réputation et d'une grande fiabilité, ayant accumulé un total de 16 millions d'heures de fonctionnement et été vendue à 25 000 exemplaires. Avec une masse de 294 kg et une longueur de 2,06 mètres, le moteur Klimov TV3-117 offre un équilibre optimal entre performance et encombrement réduit,,,.